# Ernő Schaller-Baross
Ernő Schaller-Baross (ur. 30 stycznia 1987 w Budapeszcie) – węgierski polityk i urzędnik państwowy, poseł do Parlamentu Europejskiego IX i X kadencji.

## Życiorys
W 2010 ukończył studia prawnicze na uczelni Károli Gáspár Református Egyetem. W 2002 wstąpił do młodzieżowej organizacji Fidelitas, a w 2010 został członkiem Fideszu. Jeszcze w trakcie studiów pracował w administracji Zgromadzenia Narodowego. W latach 2010–2013 zatrudniony w resorcie administracji publicznej i sprawiedliwości. Następnie do 2018 pełnił funkcję dyrektora do spraw kontaktów zagranicznych w związanej ze swoim ugrupowaniem fundacji. W latach 2017–2018 jednocześnie był doradcą do spraw polityki zagranicznej grupy poselskiej Fideszu. W 2018 dołączył do administracji rządowej jako zastępca sekretarza stanu do spraw stosunków międzynarodowych.
W styczniu 2021 objął mandat posła do Europarlamentu IX kadencji, zastępując w nim Józsefa Szájera. Z powodzeniem ubiegał się o reelekcję w wyborach w 2024.